# RCCイブニングワイド
『RCCイブニングワイド』（アールシーシー イブニングワイド）は、2005年3月28日から2009年3月27日まで中国放送（RCCテレビ）で毎週月曜 - 金曜 15:54 - 18:55（日本標準時）に放送されていたコンプレックス番組である。
TBS発『イブニング・ファイブ』の放送開始に伴い、以前放送されていた『ごじテレ。』を改編する形で始まった。広島地区では3時間のレギュラーの情報・報道番組は『RCCときめきストリート』（2000年7月 - 2001年9月放送）以来3年半ぶりになる。

## 番組の構成
- 第1部：15:54 - 16:53「イブニング・ふぉー」（RCC発ローカル番組）
- 第2部：16:53 - 18:16「イブニング・ファイブ&JNNイブニング・ニュース」（TBSテレビ発ネット番組。17:50以後JNN協定適用による全国共通ネット番組）
- 第3部：18:16 - 18:55「イブニング・ニュース広島」（RCC発ローカル番組）

### 2009年春改編
2009年3月27日、TBSの『イブニング・ファイブ』と『JNNイブニング・ニュース』が終了。同年3月30日以降も継続されるのは、16時台の『イブニング・ふぉー』のみ。『イブニング・ニュース広島』は『総力報道!THE NEWS』のコンプレックス枠内番組『RCCニュース6』（第2期）としてリニューアルされた。なお、TBSからのネット受けとしていた17時台については、後番組の『サカスさん』はネット受けせず、『水戸黄門』の再放送とした。

## イブニング・ふぉー
テーマ曲は東京スカパラダイスオーケストラ「What A Wonderful World」
2012年3月19日、7年間の放送に幕を閉じた。
2012年3月現在、TBSの『イブニング・ファイブ』と同一デザインのタイトルロゴを使用している唯一の番組だった。
4月改編から放送時間を14:55 - 16:40に拡大し、『イマなま3チャンネル』と改題した。司会は西田と伊藤が続投している。

### 出演者

#### 番組終了時
司会進行
- 西田篤史…月曜 - 金曜
- 伊藤文 …同上

リポーター
- 大本祐子
- 原田秀子
- 合原美紀子
- 小川涼子（2006.4-）
- 兼森一将（2006.4-）
- 勝さやか

#### 過去
司会進行
| 期間      | 期間      | 月－金   | 月       | 火・水   | 木・金   |
| --------- | --------- | -------- | -------- | -------- | -------- |
| 2005.3.28 | 2006.3.31 | 西田篤史 | 岡佳奈   | 岡佳奈   | 岡佳奈   |
| 2006.4.3  | 2008.3.28 | 西田篤史 | 石亀幸子 | 石亀幸子 | 石亀幸子 |
| 2008.3.31 | 2010.4.2  | 西田篤史 | 伊藤文   | 伊藤文   | 田口麻衣 |
| 2010.4.5  | 2010.10.1 | 西田篤史 | 坂上俊次 | 藤村伊勢 | 田口麻衣 |
| 2010.10.4 | 2011.9.30 | 西田篤史 | 坂上俊次 | 藤村伊勢 | 田中寿江 |
| 2011.10.3 | 2012.3.30 | 西田篤史 | 伊藤文   | 伊藤文   | 伊藤文   |

リポーター
- 藤井祐子（2005.4 - 2006.3.24）
- 増田睦美（時期は不明だが、現在[いつ?]HP[要説明]のプロフィールにはのっていない）

天気担当
- 濱野淳（2005.4 - 2006.3.24）

### タイムテーブル
番組終了時（2011.10.3 - ）
- 15:45 オープニング
- 15:47- やじカメ
- 15:51- 特集
- 16:20- 楽うまクッキング
- 16:30- 広島のニュース（桜井弘規、寺内優、坂上俊次などが交代で出演）
- 16:34- トレンドふぉー
- 16:36- テレビ宝探し
- 16:39- エンディング

## イブニング・ニュース広島
- 東京発のJNNイブニング・ニュースを終えた後の18:16 - 18:55に放送していた広島県ローカルニュースで、天気予報、スポーツニュースも挿入。
- タイトルロゴ（『e NEWS広島（下部にイブニング・ニュース）』と表記）とオープニング・エンディングテーマ曲は、放送時点の「イブニング・ファイブ／JNNイブニング・ニュース」に準じていた。

### 司会
- 西田篤史
- 小林康秀
- 和佐由紀子